# Verner Järvinen
Kaarlo Verner "Kalle" Järvinen (Ruovesi, Pirkanmaa, 4 de març de 1870 – Tampere, 31 de gener de 1941) va ser un atleta finlandès, especialista en llançaments, que va competir a començaments del segle xx.
Inicialment fou dels lluitadors més destacats del país, però decidí passar-se a l'atletisme per ser aquest un esport molt més popular a començaments del segle XX a Finlàndia. Järvinen va establir els rècords nacionals de llançament de disc i martell.
El 1906 va prendre part al primer dels tres Jocs Olímpics que disputà durant la seva carrera esportiva. A Atenes Järvinen guanyà la medalla d'or en la prova del llançament de disc, estil antic i la de bronze en el llançament de disc. En la prova del llançament de javelina fou cinquè, mentre en el llançament de pes i de pedra no tingué tant bons resultats.
Als Jocs de Londres de 1908 guanyà la medalla de bronze en la prova del llançament de disc estil antic i quart en llançament de disc Ambdues competicions foren guanyades per Martin Sheridan. Järvinen també disputà la prova del pes, sense un resultat destacable.
La darrera participació en uns Jocs Olímpics fou a Estocolm, el 1912. Amb 42 anys finalitzà en 15a posició en la prova del llançament de disc i 12è en la del llançament de disc a dues mans.
Tres dels seus quatre fills, Kalle, Aki i Matti, foren destacats esportistes.